# Prawo karne wojskowe
Prawo karne wojskowe – wyodrębniona część kodeksu karnego. Dotyczy przestępstw wojskowych związanych z pełnioną przez żołnierzy służbą i dyscypliną wojskową (m.in dezercja) oraz niektórych innych przestępstw popełnianych przez żołnierzy.